# 블랙테일 (비디오 게임)
블랙테일(Blacktail)은 폴란드 스튜디오 더 파라사이트가 개발하고 포커스 엔터테인먼트가 배급한 2022년작 1인칭 슈팅 게임이다. 2022년 12월 15일 Windows, 플레이스테이션 5, 엑스박스 시리즈 X/S로 출시됐다. 게임에서 플레이어는 영혼으로 살아난 과거의 기억들을 사냥하려는 야가라는 소녀를 조종한다. 게임은 출시 후 대체로 긍정적인 평가를 받았다.

## 게임플레이
블랙테일은 액션 어드벤처 게임의 요소를 가진 1인칭 슈팅 게임이다. 플레이어는 마법 때문에 마을에서 추방된 야가(바바 야가의 어린 모습)라는 소녀를 조종한다. 야가는 영혼으로 살아난 과거의 기억을 사냥해야 하며, 실종된 여동생을 찾아야 한다. 야가는 근접 무기가 없지만 활을 쏘거나, 적에게서 대시하거나, 빗자루를 사용하여 적을 끌어당길 수 있다. 또한 게임의 주요 레벨인 숲에서 발견되는 자원을 사용하여 유용한 물약과 다양한 종류의 탄약을 제작할 수 있다. 주요 스토리를 완료하는 것 외에도 플레이어는 야가의 전투 능력을 향상시키는 데 사용할 수 있는 아이템인 잃어버린 페이지로 보상받는 다양한 보조 임무에 참여할 수도 있다. 선 또는 악에 대한 야가의 경향에 따라 영향을 받는 "도덕성 시스템" 기능은 야가의 능력 중 일부의 힘을 결정하며, 논플레이어 캐릭터(NPC)와의 상호 작용 방식을 제한한다. 플레이어는 새를 구하는 것과 같은 "좋은" 행동을 하거나 동물을 쏘는 것과 같은 "악한" 행동을 함으로써 야가의 경향을 바꿀 수 있다. 야가의 도덕성 시스템 상태는 게임의 엔딩에도 영향을 미친다.

## 평가
리뷰 통합 웹사이트 메타크리틱에 따르면 블랙테일은 "대체로 긍정적인 평가"를 받았다. 섁뉴스는 스토리, 아트 스타일, 신화, 활 기반 전투를 즐겼으며, 저장 시스템을 단순화할 수 있다고 언급했다. IGN 프랑스는 게임 세계와 스토리가 "풍부하다"고 칭찬하며 게임에 9/10점을 부여했다. 리뷰어는 또한 롤플레잉 요소를 연결했지만 AI 제어 적이 너무 쉽다고 느꼈다. 유로게이머 폴란드는 레벨 디자인과 "특이한" 스토리 및 설정을 좋아했지만, 게임플레이가 반복적으로 느껴지고 PC 버전에는 많은 기술적 문제가 있다고 말했다.